# 성범죄자 재범방지 교육
성범죄자 재범방지 교육이란 성범죄의 재범을 막기 위하여 성범죄자를 대상으로 한 교육이다. 관련법에 근거하여 수강명령이 내려지며, 집행의 주무부처는 법무부이다.